# Wikipedia en zulú
La Wikipedia en zulú es una edición de la Wikipedia en esa lengua.

## Historia
Sus inicios datan de fines de 2003.
Fue la tercera Wikipedia en un idioma autóctono de África en alcanzar los 100 artículos, no obstante lo cual, ha sido superada por muchos otros idiomas de ese continente. En enero de 2012 se planteó una propuesta para dar por finalizada esta Wikipedia, pero dicha propuesta fue rechazada.
En la actualidad, esta Wikipedia tiene 11 612 artículos y 22 953 usuarios, de los cuales 46 son activos.